# Gibraltarpund
Gibraltarpund (Gib£ - Gibraltar pound) är den valuta som används i Gibraltar i Europas södra hörn parallellt med brittisk pund (GBP). Valutakoden är GIP. 1 Pound = 100 pence. Valutan infördes 1927 i sedelform och kompletterades även med mynt 1988. Valutan har en fast växelkurs till 1 GBP, det vill säga 1 GIP = 1 GBP.  Gibraltars regering är också Gibraltars centralbank. Som sådan kontrollerar regeringen GIP, med ansvar för att prägla mynt och trycka sedlar.

## Historia
1898 introducerades det brittiska pundet som den enda giltiga valutan i Gibraltar. Sedan 1927 har myndigheterna i Gibraltar tryckt sina egna sedlar. Sedan 1988 har de även producerat sina egna mynt.
The Currency Notes Act från Brittiska parlamentet 1934 gav officiellt Gibraltars myndigheter rätten att trycka sina egna sedlar, och garanterade även dessa sedlar genom att fastställa en fast växelkurs på en till en mot det brittiska pundet.

## Användning
Valutan ges ut av HM Government of Gibraltar med förvaltning i Gibraltar Town.

## Valörer
- mynt: 1 och 2 Pound
- underenhet: 1 (penny), 2, 5, 10, 20 och 50 pence
- sedlar: 5, 10, 20 och 50 GIP

## Sedlar i omlopp 2010-2011
| Sedlar i omlopp 2010-2011 | Sedlar i omlopp 2010-2011 | Sedlar i omlopp 2010-2011 | Sedlar i omlopp 2010-2011 | Sedlar i omlopp 2010-2011 | Sedlar i omlopp 2010-2011                                    | Sedlar i omlopp 2010-2011 |
| Bild                      | Bild                      | Namn                      | Dimensioner               | Dominerande färg          | Beskrivning                                                  | Beskrivning |
| Obverse                   | Reverse                   | Namn                      | Dimensioner               | Dominerande färg          | Obverse                                                      | Reverse |
| ------------------------- | ------------------------- | ------------------------- | ------------------------- | ------------------------- | ------------------------------------------------------------ | --- |
|                           |                           | £5                        | 133 × 70 mm               | Grön                      | Drottning Elizabeth II, Slottets heraldiska vapen med nyckel | Upper Ward och Tower of Homage på det moriska slottet |
|                           |                           | £10                       | 141 × 75 mm               | Blå                       | Drottning Elizabeth II, Slottets heraldiska vapen med nyckel | Konstnären John Trumbulls The Sortie Made by the Garrison of Gibraltar som föreställer spanska och engelska trupper som kämpar mot varandra och general George Eliott med officerare som vårdar den döende don José de Barboza under den stora belägringen av Gibraltar, 1779–83; |
|                           |                           | £20                       | 150 × 80 mm               | Orange                    | Drottning Elizabeth II, Heraldiskt vapen med nyckel          | HMS Victory återvänder till Gibraltar och bogseras av HMS Neptune efter Slaget vid Trafalgar |
|                           |                           | £50                       | 157 × 85 mm               | Röd                       | Drottning Elizabeth II, Slottets heraldiska vapen med nyckel | Byggnader vid Casemates Square |
|                           |                           | £100                      | 164 × 90 mm               | Purpur                    | Drottning Elizabeth II, Slottets heraldiska vapen med nyckel | King's Bastion |

## Sedlar i omlopp 2021
| Sedlar i omlopp (2021 års utgåva) | Sedlar i omlopp (2021 års utgåva) | Sedlar i omlopp (2021 års utgåva) | Sedlar i omlopp (2021 års utgåva) | Sedlar i omlopp (2021 års utgåva) | Sedlar i omlopp (2021 års utgåva)                            | Sedlar i omlopp (2021 års utgåva) |
| Bild                              | Bild                              | Namn                              | Dimensioner                       | Dominerande färg                  | Beskrivning                                                  | Beskrivning                       |
| Obverse                           | Reverse                           | Namn                              | Dimensioner                       | Dominerande färg                  | Obverse                                                      | Reverse                           |
| --------------------------------- | --------------------------------- | --------------------------------- | --------------------------------- | --------------------------------- | ------------------------------------------------------------ | --------------------------------- |
|                                   |                                   | £5                                | 125 × 65 mm                       | Grön                              | Drottning Elizabeth II, Slottets heraldiska vapen med nyckel | Windsor Bridge                    |